# KMN Sevnica
Klub malega nogometa Potočje projektiranje Sevnica, je slovenski futsal klub iz Sevnice.

## Zgodovina kluba
KMN Sevnica je bil ustanovljen leta 1997. Večkrat so spreminjali ime kluba, današnje ime pa nosijo od jeseni leta 1999. Največji uspeh kluba je naslov državnega prvaka Slovenije v sezoni 1997/98, trikrat pa so bili tudi podprvaki in dvakrat finalisti pokala Slovenije.

## Uspehi
- Naslov prvaka 1. SFL:

1998

## Domača dvorana
Svoje domače tekme igrajo v športni dvorani Sevnica, ki sprejme tisoč gledalcev.

## Opremljevalec
Klubski opremljevalec je dansko podjetje  Hummel.

## Navijači
Navijaški klub, ki sliši na ime Siunčani je bil ustanovljen leta 2012. 